# Muzeum Westerplatte i Wojny 1939
Muzeum Westerplatte i Wojny 1939 (w organizacji) (Muzeum Pole Chwały Westerplatte, Muzeum Westerplatte) – muzeum historyczne utworzone w 2015 w Gdańsku, narodowa instytucja kultury. Planowana data otwarcia muzeum to był (na rok 2016) początkowo rok 2019; projekt jednak jest opóźniony, z planowaną datą otwarcia obiektu (na rok 2019) to rok 2026, a prace nad obiektem rozpoczną się dopiero w roku 2022.
Przedmiotem działalności muzeum ma być „stworzenie przestrzeni wystawienniczej i ośrodka inspirującego do refleksji na temat
historii Westerplatte i Wojny Obronnej Polski w 1939 r. oraz losów Wojskowej Składnicy Tranzytowej od początku jego powstania do końca XX w.”. Placówka będzie też m.in. dokumentować i promować historię obrony Westerplatte.
W dniu 1 września 2016 Muzeum Westerplatte i Wojny 1939, wspólnie z Fundacją Dziedzictwa Rzeczypospolitej, zorganizowało pomorską premierę Koncertu Niepodległości pt. „Westerplatte”. Koncert Niepodległości odbył się w plenerze, na wysokości reliktów Placówki „Wał” na Westerplatte i zapowiadany jest jako wydarzenie cykliczne.

## Kierownicy
- dr hab. Piotr Semków (2015–31 marca 2016, dyrektor)[7][8]
- inż. Mariusz Wójtowicz-Podhorski (kwiecień 2016–?, p.o. dyrektora)[9]
- Wojciech Samól (pełnomocnik dyrektora Muzeum II Wojny Światowej ds. budowy wystawy MWiW1939)[10]
- Łukasz Gurfinkiel (Kierownik Oddziału Muzeum Westerplatte)[11]

## Historia
Muzeum zostało powołane zarządzeniem Ministra Kultury i Dziedzictwa Narodowego w dniu 22 grudnia 2015.
9 marca 2016 Minister Kultury i Dziedzictwa Narodowego nadał muzeum statut.
15 kwietnia 2016 Minister Kultury i Dziedzictwa Narodowego ogłosił zamiar podjęcia decyzji o połączeniu organizowanej placówki z Muzeum II Wojny Światowej. 